# European Hockey Federation
European Hockey Federation (EHF) bildades i Cardiff den 3 maj 1969, och är det europeiska idrottsförbundet för landhockey. Högkvarteret finns i Bryssel i Belgien.
Marijke Fleuren valdes till ordförande den 22 augusti 2011.

## Medlemmar i EHF
- Armenien
- Azerbajdzjan
- Belgien
- Cypern
- Danmark
- England
- Estland
- Finland
- Frankrike
- Gibraltar
- Grekland
- Irland
- Italien
- Kroatien
- Lettland
- Litauen
- Luxemburg
- Malta
- Moldavien
- Nederländerna
- Nordmakedonien
- Norge
- Polen
- Portugal
- Rumänien
- Ryssland
- Schweiz
- Serbien
- Skottland
- Slovakien
- Slovenien
- Spanien
- Storbritannien
- Sverige
- Tyskland
- Turkiet
- Ukraina
- Ungern
- Belarus
- Wales
- Österrike

## Ordförande
- 1969 – 1973 Pablo Negre, Spanien
- 1974 – 2003 Alain Danet, Frankrike
- 2003 – 2008 Leandro Negre, Spanien
- 2008 – 2011 Martin Gotheridge, England
- 2011– Marijke Fleuren, Nederländerna

### Fotnoter
1. ↑  ”EHF elects new president”. FIH. 22 augusti 2011. http://www.fih.ch/en/news-3241-ehf-elects-new-president. Läst 24 augusti 2011.